# Leerling en meester
Leerling en meester (Assassin's Apprentice) is het eerste boek in de De boeken van de Zieners-trilogie en is geschreven door Robin Hobb. Het was haar eerste boek onder dit pseudoniem, en is gepubliceerd in 1995. De Nederlandse vertaling is van Erica Feberwee en Peter Cuijpers.

## Samenvatting van het boek
Dit eerste deel uit de trilogie omvat een periode van ongeveer tien jaar. Van het moment dat FitzChevalric Ziener wordt achtergelaten bij de koninklijke familie van zijn vader tot en met zijn eerste echte missie als moordenaar des konings.
Het verhaal begint wanneer (de dan nog naamloze) FitzChevalric Ziener op zesjarige leeftijd door zijn grootvader wordt achtergelaten bij de burcht in het stadje Maansoog. Fitz is een koninklijke bastaard, zoon van de kroonprins Chevalric en een simpel boerenmeisje. Hij wordt onder de hoede gebracht van stalmeester Burrich die hem naar de Hertenhorst brengt, de burcht waar de koninklijke familie woont. Als gevolg van het bekend worden van het bestaan van een bastaardkind van kroonprins Chevalric, doet deze afstand van de troon en vestigt zich met zijn vrouw in een woud ver bij de Hertenhorst vandaan. Fitz blijft in de stallen van de burcht wonen, waar Burrich zich bezighoudt met zijn opvoeding. Fitz smeedt een band met een hondje, genaamd Snoet en ziet dit als volkomen normaal. In feite is de band helemaal niet normaal en komt ze tot stand door de Wijsheid. Als deze erachter komt dat Fitz de Wijsheid bezit, een gevaarlijke magische eigenschap waardoor men de eigen geest en gedachten kan koppelen aan die van een dier, is hij erg boos en teleurgesteld. Burrich verbiedt hem deze kracht nog ooit te gebruiken en neemt hem het hondje Snoet af, waarmee Fitz onbewust die Wijsheidsband is aangegaan.
Een paar jaar later wordt Fitz bij zijn grootvader, koning Vlijm, geroepen en wordt er besloten dat hij moet worden opgeleid tot man van de koning. Dat betekent dat hij zijn verblijf in de stallen verruilt voor een eigen kamer binnen de burcht en diverse lessen krijgt. Zo krijgt hij van de wapenmeester van de burcht, Hod, lessen in de basisvaardigheden van de krijgskunst en van Meester Fedwren schrijflessen. Verder krijgt hij van Patience, weduwe van de inmiddels overleden Chevalric, lessen in de hoffelijkheid en leert ze hem lezen, schrijven, rekenen en van alles over planten en kruiden. Door de sadistische Galen wordt hij opgeleid in het Vermogen, een bijzondere vorm van magie die voorbehouden is aan mensen van koninklijken bloede en een belangrijk wapen in oorlogen.
Zijn voornaamste lessen echter betreffen een opleiding tot moordenaar des konings, ofwel de verfijnde kunst van de diplomatieke moord. De oude halfbroer van de koning genaamd Chade dient hiervoor als mentor. Deze lessen zijn strikt geheim en worden dan ook gehouden in het holst van de nacht in een geheime kamer. Niet alleen leert Fitz van alles over gif, kruiden en de zwakke plekken van het menselijk lichaam, maar ook over geheimhouding, observatie en onopvallendheid. Ook groeit een vertrouwensband met zijn oom Veritas, die na het aftreden van Chevalric de nieuwe kroonprins is.
Naarmate de jaren vorderen raakt het Koninkrijk van de Zes Hertogdommen, waar Vlijm over heerst, in een oorlog met de Rode Kapers, een barbaars volk uit het oosten. De kusten worden geplunderd en de mensen "ontzield". Dit betekent dat ze totaal vergeten wie of wat ze zijn en daardoor hevige chaos veroorzaken in het hele land. Het koninkrijk heeft behoefte aan hoop en steun, dus wordt een huwelijk geregeld voor Veritas met prinses Kettricken van het Bergrijk. Veritas heeft het echter te druk met zijn Vermogensstrijd tegen de Rode Kapers en kan dus niet naar de hoofdstad van dit rijk voor de huwelijksplechtigheid.
Samen met een hele karavaan aan trouwpersoneel onder leiding van prins Regaal reist Fitz naar het Bergrijk. Officieel voor de trouwerij, maar in werkelijkheid voor zijn eerste echte missie, die bestaat uit het vermoorden van de kroonprins van het Bergrijk. Tijdens het voorbereiden van zijn opdracht komt hij erachter dat prins Regaal een complot gesmeed heeft samen met Galen om Veritas te vermoorden, en zo zelf koning te worden en Kettricken te kunnen trouwen. Met behulp van het Vermogen weet Fitz Veritas te waarschuwen en zo te voorkomen dat hij wordt vermoord. Toch vergeeft koning Vlijm zijn zoon de kwalijke rol die hij heeft gespeeld in het complot, waarna Fitz terugkeert naar de Hertenhorst.